# La Concordia
La Concordia là một đô thị thuộc bang Chiapas, México. Năm 2005, dân số của đô thị này là 40189 người.